# Matar (estrella)
Matar (η Pegasi / η Peg / 44 Pegasi) és un estel en la constel·lació del Pegàs de magnitud aparent +2,95. El seu nom prové de l'àrab سعد المطر, Al Sa'd en Matar, significant «estel afortunat de la pluja» o «pluja de la sort», sense relació amb el cavall alat.
A una distància de 215 anys llum del Sistema Solar, Matar és un sistema estel·lar doble o tal vegada quádruple. L'estel brillant a ull nu consisteix en un binari proper les components de la qual estan separades 3 UA. La més brillant del parell és un gegant groc de tipus espectral G2III amb una temperatura de 5100 K i 262 vegades més lluminosa que el Sol. El seu acompanyant és un estel blanc de la seqüència principal de tipus A5V i 7800 K de temperatura. El període orbital del sistema és de 2,24 anys.
A 90 segons d'arc del parell anterior es troba un altre estel binari de magnitud +9,7 i tipus G5. Pot estar gravitacionalmente lligat al parell anterior o simplement coincidir en la mateixa línia de visió. En el primer dels casos, els dos components d'aquest parell, visualment a 0,2 segons d'arc, estarien separats entre si almenys 13 UA completant una òrbita cada 34 anys. Alhora, la separació entre ambdós estels binaris seria d'almenys 6000 UA.